# فیض‌آباد (تفت)
فیض‌آباد روستایی در دهستان پیشکوه بخش مرکزی شهرستان تفت استان یزد ایران است.

## جمعیت
بر پایه سرشماری عمومی نفوس و مسکن در سال ۱۳۹۵ جمعیت این روستا ۱۹۳ نفر (۶۱خانوار) بوده‌است.